# Otpor sredstva
Otpor sredstva je sila koja se pojavljuje pri gibanju tijela kroz fluid (tekućina ili plin) i pritom ima smjer koji je suprotan smjeru gibanja tijela. Giba li se neko čvrsto tijelo kroz tekućinu ili plin, odnosno struji li tekućina ili plin prema tijelu, čestice tekućine ili plina obilazit će tijelo. Put koji pri tom čini čestica tekućine ili plina zove se strujnica. Oblik strujnica ovisi o obliku tijela, pa strujnice imaju najpravilniji oblik kod tijela sličnog ribi odnosno kaplji kiše. Međutim, strujnice kod tijela oblika polukugle ili velike kugle imaju sasvim drugi oblik. Iza tijela nastaju virovi, a strujnice nisu više simetrične. Na prednjoj strani tijela nastaje pretlak (tlak veći od atmosferskog tlaka), a na stražnjoj podtlak zbog čega se stvaraju vrtlozi. Zbog toga se tijelu stvara otpor kod gibanja kroz tekućinu. Naročito veliki vrtlozi nastaju kod gibanja ravne ploče koja se kreće smjerom okomitim na plohu. Otpor je pri tom okomit na ploču i djeluje u njezinom središtu.

## Objašnjenje
Vodeni i zračni vrtlozi usporuju gibanje tijela koja se probijaju kroz vodu ili zrak. Tijelo mora sa sobom povlačiti čestice vode ili zraka, te se jedan dio snage troši na stvaranje vrtloga. Taj otpor koji se stvara tijelu kod gibanja kroz neko sredstvo zove se otpor sredstva. Za otpor sredstva Isaac Newton je na temelju pokusa postavio ovaj matematički izraz:
{\displaystyle F_{D}\,=\,{\tfrac {1}{2}}\,\cdot \rho \,\cdot v^{2}\,\cdot C_{D}\,\cdot A}
gdje je:
{\displaystyle F_{D}} - otpor sredstva,
{\displaystyle \rho } - gustoća sredstva u kojem se tijelo giba (i to u kg/m3),
{\displaystyle v} - brzina (u m/s),
{\displaystyle A} - površina najvećeg poprečnog presjeka tijela, okomitog na smjer gibanja (izraženo u m2),
{\displaystyle C_{D}} - koeficijent oblika tijela – bezdimenzionalna veličina.
Iz navedenog izraza vidimo da otpor sredstva ovisi o površini tijela u smjeru gibanja, o kvadratu brzine, o gustoći sredstva u kojem se tijelo giba, te o obliku tijela. To je kvadratni zakon otpora sredstva, koji vrijedi u zraku do brzine zvuka. Iznad te brzine otpor raste brže od v2 zbog stvaranja tlačnih valova. 
Povoljnim izborom oblika tijela može se smanjiti otpor zraka. Ako otpor valjka označimo s 1, onda je otpor tijela oblika kaplje vode samo 4% od otpora valjka. Taj oblik tijela koji ima najmanji otpor pri svom kretanju kroz zrak zove se aerodinamički oblik. Zato se danas uglavnom grade automobili s aerodinamičkom linijom, kako bi imali najmanji otpor i mogli postići što veću brzinu. Stari automobili nemaju aerodinamički oblik i stvaraju iza sebe zračne vrtloge.

## Aerodinamička sila otpora
Aerodinamička sila otpora je sila koja djeluje suprotno od smjera kretanja nekog krutog tijela. Tijela imaju najmanju silu otpora ako im je uzdužna os u smjeru strujanja zraka.
Otpor tijela koji se kreće kroz zrak ovisi o:
- gustoći zraka kroz koje se tijelo giba,
- obliku tijela, njegovoj veličini, položaju u struji zraka i glatkoći površina,
- površini presjeka tijela na najdebljem mjestu, okomito na pravac gibanja,
- brzini gibanja tijela kroz zrak, pri ćemu otpor raste s kvadratom brzine ({\displaystyle {\frac {\rho \cdot v^{2}}{2}}}).

## Poveznice
- Reynoldsov broj